# Flugplatz Seissen

i7
i11
i13
Der Flugplatz Seissen ist ein Sonderlandeplatz im Gebiet des Ortsteils Seißen der Stadt Blaubeuren in Baden-Württemberg. Er wird durch die Haltergemeinschaft Flugplatz Seissen betrieben.

## Lage
Der Flugplatz liegt etwa 2 km östlich von Seißen. Naturräumlich liegt er auf der Schwäbischen Alb im Alb-Donau-Kreis.

## Flugbetrieb
Der Flugplatz verfügt über eine 540 m lange und 30 m breite Start- und Landebahn aus Gras (Richtung 11/29). Er ist zugelassen für zwei Flugzeuge der Haltergemeinschaft Flugplatz Seissen: ein Segelflugzeug sowie ein Motorflugzeug bis 1200 kg höchstzulässiger Abflugmasse. Das Segelflugzeug startet per Flugzeugschlepp. Auf dem Flugplatzgelände wird außerdem durch die Drachenfliegerabteilung des TSV Seissen e. V. Hängegleiterflugbetrieb per Windenschlepp und Ultraleichtflugzeugschlepp im Rahmen einer Außenstart- und Außenlandeerlaubnis nach § 25 Luftverkehrsgesetz durchgeführt. Weitere Fremdpiloten sind nicht zugelassen.

## Geschichte
Der Flugplatz Seissen wurde ursprünglich am 3. Dezember 1971 mit Willi Goller als Platzhalter für ein Flugzeug mit bis zu 1000 kg höchstzulässiger Abflugmasse genehmigt. Er wurde am 4. März 1982 auf die Haltergemeinschaft Flugplatz Seissen übertragen.